# Lachapelle-Auzac
Lachapelle-Auzac é uma comuna francesa na região administrativa de Occitânia, no departamento de Lot. Estende-se por uma área de 31,34 km². Em 2010 a comuna tinha 808 habitantes (densidade: 25,8 hab./km²).